# Xizicus bilobus
Xizicus bilobus är en insektsart som först beskrevs av Bei-bienko 1962.  Xizicus bilobus ingår i släktet Xizicus och familjen vårtbitare. Inga underarter finns listade i Catalogue of Life.